# Dragmacidon clathriforme
Dragmacidon clathriforme är en svampdjursart som först beskrevs av Lendenfeld 1888.  Dragmacidon clathriforme ingår i släktet Dragmacidon och familjen Axinellidae. Inga underarter finns listade i Catalogue of Life.